# 問屋場

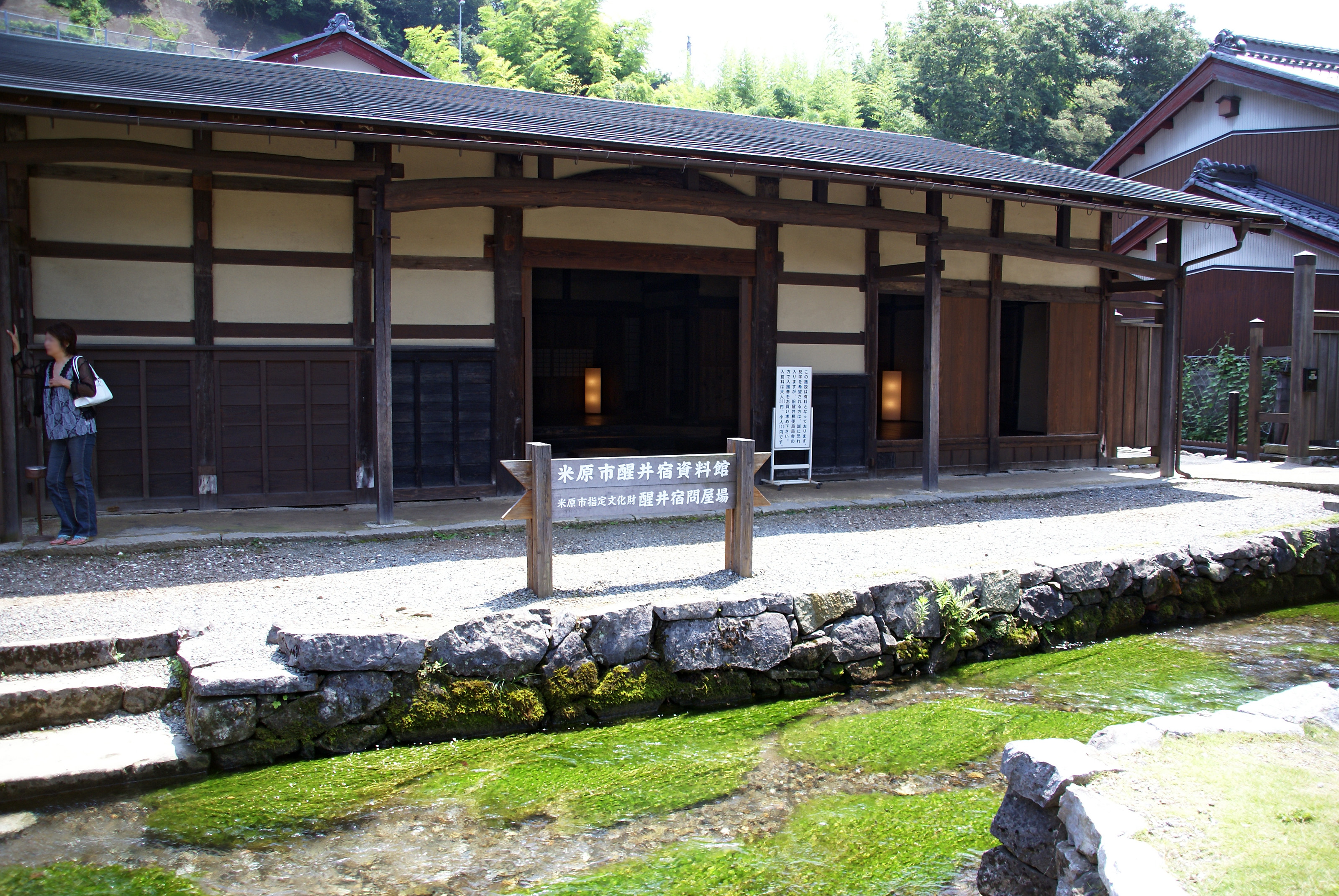
旧醒井宿问屋场

问屋场是江户时期各街道的宿场里供人和马休息并且代表幕府对助乡行使征税和徭役的权利。类似于中国古代的驿站。也被称为驿亭，传马所，马缔。
掌管问屋场的人称为问屋，此外还有辅助的年寄，记录过往人员，马匹，财产进出的出纳，以及搬运货物饲养马匹的人。通常由数人轮流值守，但是大名行列的时候作为礼节必须全员在场。

## 现存的问屋场
- 甲州街道 府中宿 → 中久本店　（东京都府中市）
- 中山道 奈良井宿 → 上问屋史料馆 （长野县木曽郡楢川村）
- 中山道 醒井宿 → 米原市醒井宿资料馆 （滋贺县米原市）